# LG 맥스
LG 맥스는 LG전자가 2015년 7월 24일, 인도에 출시한 저가형 패블릿 스마트폰이다.

## 운영 체제 / 소프트웨어

### 안드로이드 5.1.1 롤리팝
LG 맥스는 5.1.1 롤리팝을 탑재하여 출시했다.

## 특수 기능

### 노크 온
전원 버튼을 누를 필요 없이 화면을 두 번 두드리면 화면이 켜지는 기능이다.

### 노크 코드
화면이 꺼진 상태에서 설정한 패턴대로 화면을 터치하면 화면이 켜짐과 동시에 잠금도 함께 풀리는 기능이다. G 프로 2에서 처음 공개되었다.

## 액세서리

### 플립 커버
맥스를 사면 무료로 주는 플립 커버이다. 특별한 기능은 없으며, 색상은 블랙, 화이트 두 가지가 있다.

## 색상
- 블랙
- 화이트
- 골드